# Salto en el tiempo

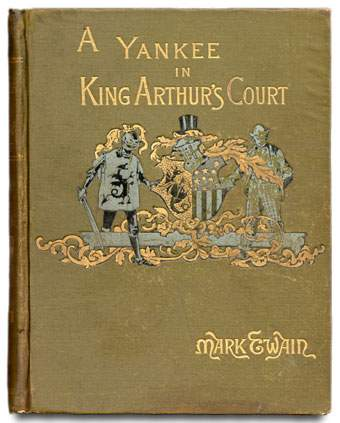
Portada de Un yanqui en la corte del rey Arturo, novela de Mark Twain, una de las obras sobre saltos en el tiempo más populares en el siglo XIX

El salto en el tiempo es un fenómeno paranormal en el que una persona, o grupo de personas, viaja en el tiempo o aparece en una realidad alternativa a la nuestra a través de un medio desconocido.

## Características

### Sensación de irrealidad
Algunos testigos de haber experimentado saltos en el tiempo afirman que al comienzo de la experiencia su entorno más inmediato adquiere un aspecto plano, la luz se atenúa, y los sonidos suenan extrañamente apagados. En ciertas ocasiones estos hechos van acompañados de sensaciones de malestar y depresión. En algunos aspectos, esta faceta del fenómeno es similar al Factor Oz, ya que muchos de los testigos de haber experimentado encuentros con naves extraterrestres aseguran haber experimentado sensaciones muy similares. 
Otros testigos aseguran no haber sufrido tales sensaciones durante el transcurso del fenómeno. Son completamente conscientes de que algo inusual está ocurriendo, incluso después del hecho en sí, cuando descubren que el lugar en el que estaban no era tal y como ellos lo experimentaron.

### Habilidad para interactuar
Ciertas informaciones hablan de que aquellos que pudieron experimentar saltos en el tiempo, pudieron ser activos partícipes en el suceso, pudiendo interactuar con el momento "visitado". En algunos casos, llegando a ser vistos, e incluso hablar, con las personas que en ese momento allí se encontraban o incluso tomando un desayuno durante el transcurso del acontecimiento.
En otros casos, el sujeto tan sólo es un observador pasivo de la escena, siendo en la mayoría de casos una experiencia que apenas dura unos pocos minutos.

## Casos

### Fantasmas de Versalles
Uno de los primeros y más conocidos casos de este fenómeno fue relatado por dos mujeres inglesas, Charlotte Anne Moberly (16 de septiembre de 1846 - 7 de mayo de 1937) y Eleanor Jourdain (1863 - 1924), directora y subdirectora, respectivamente, de la facultad de St. Hugh, Oxford, quienes declararon haber experimentado un salto hacia atrás en el tiempo en el Pequeño Trianón de Versalles, desde el verano de 1901 a un período indeterminado de la Revolución Francesa, a fines del siglo XVIII.

### El hotel desaparecido
Un caso ampliamente difundido en octubre de 1979 fue descrito en el canal de televisión ITV en el programa Strange But True?. Dos parejas inglesas atravesaban Francia en coche en dirección a España para pasar unas vacaciones. Aseguran que en su viaje pasaron una noche en un hotel con un curioso aspecto antiguo. En su viaje de regreso trataron de localizar el mismo hotel con la intención de pernoctar en él pero fueron incapaces de encontrarlo. Aseguraron que todas las fotografías que hicieron durante su estancia desaparecieron.

### Otros casos
Informes más recientes hablan de sucesos de similar naturaleza acontecidos en el área de Bold Street, Liverpool, desde la década de 1990 hasta nuestros días. Andrew MacKenzie, de la Sociedad para la Investigación Psíquica, investigó numerosos casos británicos, incluyendo uno en el que tres cadetes de la marina viajaron atrás en el tiempo en Kersey, Suffolk, a algún momento de la época medieval. En otro de los casos, una mujer escocesa aseguró haber vivido en primera persona la Batalla de Dunnichen en el año 685 DC.

## Cultura popular
La idea del salto en el tiempo ha sido utilizada por algunos escritores del género de la ciencia ficción y la fantasía. El salto en el tiempo es, junto a la máquina del tiempo, uno de los temas más recurrentes en las historias sobre viajes en el tiempo. La principal diferencia es que en las historias que involucran al salto en el tiempo, el protagonista no tiene control ni conocimiento alguno sobre el proceso (proceso que raramente se explica) y es abandonado en un tiempo pasado, futuro o alterno. En las historias cuya trama gira alrededor de una máquina del tiempo, el protagonista habitualmente tiene el control sobre el proceso, entiende los principios científicos involucrados y puede ir y volver a cualquier tiempo pasado y/o futuro con discreción. Los dos tipos de viajes en el tiempo se popularizaron a finales del siglo XIX gracias a Mark Twain con su libro Un yanqui en la corte del rey Arturo y H. G. Wells con La máquina del tiempo, teniendo ambos una gran influencia en posteriores escritores.
En el cine, Gil Pender (Owen Wilson), protagonista de la película de 2011 Medianoche en París, de Woody Allen, es misteriosamente enviado atrás en el tiempo hasta el París los años 1920 a través de un Peugeout Type 176 para interactuar con la llamada Generación perdida de autores y artistas. Al mismo tiempo, Adriana (Marion Cotillard) experimenta un salto en el tiempo aún mayor, hasta la era de la Belle Époque.
En la televisión, se ha popularizado el personaje "Hit" de la serie animada Dragon Ball Super, el cual utiliza el Salto en el Tiempo como uno de sus ataques.